# Lourdes Unzueta
Lourdes Unzueta Zamalloa (Durango, Vizcaya, 11 de febrero de 1956) es escritora y traductora al euskera.

## Biografía
Realizó la carrera de Medicina y se especializó en Medicina Familiar y Comunitaria. Trabaja como Médica de Familia. Desde 1991 es miembro de la Organización para la Euskaldunización de la Sanidad y participa en la Comisión de Euskera del Colegio de Médicos de Vizcaya que se creó en 2012. Es colaboradora de la revista literaria Idatz&Mintz. Como escritora ha escrito narraciones cortas infantiles, así como libros en colaboración con otras personas autoras.

## Trayectoria literaria

### Narración corta
- Argilunak begietan. (Galburu sorta. Labayru, 1991).[4]
- Uharak zure begietan. (Galburu sorta. Labayru, 2005).[5]
- Kaiuko bat elurretan. (Elkar, 2013).[6]
- 9808 Narrazioak. (Egunkaria, 1998). (Beste egile batzuekin)
- Gutiziak. (Txalaparta, 2000).(Beste egile batzuekin)
- Bilbao, ipuin biltegia. (Alberdania, 2000).(Beste egile batzuekin)

### Edición y traducción
- Durangaldeko ipuinak. Ebaristo Bustintza "Kirikiño" eta Errose Bustintza. (Biblioteca de la Diputación de Bizkaia, 2015).

### Traducción
- Cuentos-Ipuinak. Francisco de Iturribarria. (Edición de Seve Calleja). (Biblioteca de la Diputación de Bizkaia, 2016).

## Premios
- Amiraren ametsa. VIII. Concurso de Relatos Cortos, Accésit. Servicio de la Mujer del Ayuntamiento de Santurce, 2007.
- Haragi minetan. Premio I. BizkaIdatz , Primer premio. Diputación de Bizkaia, 2008.
- Badator, badator, badatorrela otsoa. Premio II. BizkaIdatz , Accésit. Diputación de Bizkaia, 2009.
- Gata lurmuturretik, agata harribitxitik, Berria, Bidaia eta Mendi Kroniken, Primer premio. 2012.[7]
- Laranja-zuku gazi-gozoa. Premio VIII. BizkaIdatz , Segundo premio. Diputación de Bizkaia, 2016.[8]
- Takoi-hotsa. XVIII. Concurso de Relatos Cortos, Accésit. Servicio de la Mujer del Ayuntamiento de Santurce, 2017.